# قلعه نخل
دژ نخل یا قلعه نخل (به عربی: قلَعَة نَخل)
یکی از محکم‌ترین قلعه‌های کشور پادشاهی عمان است.
این قلعه در شهرستان نَخل و در منطقهٔ باطنه واقع شده‌است، ویکی از (نقاط دیدنی سلطنت عمان) به‌شمار می‌آیند. «قلعه نخل» یکی از بارزترین معالم أثری و گردشگری ( ولایة نخل ) در منطقهٔ باطنه‌است. قلعه روی تپهٔ بلندی در پایهٔ کوه حجر غربی قرار دارد، و از موقعیت بسیار عالی و سوق‌الجیشی برخوردار است.

## تاریخ بنا و بازسازی
تاریخ بنای «قلعه نخل» به دوران قبل از اسلام و دوران ساسانی باز میگردد. ساسانیان این قلعه را برای دفاع در برابر حملات اعراب بادیه‌نشین بنا کردند. آخرین بازساری کلی به قرن هفدهم میلادی برمی‌گردد. دوپل منحنی و بسیار قوی و مستحکم از پایین قلعه می‌گذرد، قلعه دارای چند برج است که مشهورترین آن‌ها سه برج بلند است به نام‌های: «برج الشرقی»، «برج الغربی» و «برج الأوسط».
درون قلعه دوچاه آب شیرین نیز وجود دارد.
این دژ بار اول توسط الإمام الصَلت بن مالک الخروصی در سال (۱۷۰ هـ. ق) مرمت شده و استحکاماتی نیز بر قلعه اضافه نموده‌است. همچنین در سال (۲۰۰ هـ. ق) برای بار دوم توسط دولت الیعاربه ترمیم شده‌است.

## بازسازی مجدد جهت موزه
ودر سال (۱۲۵۰ هـ. ق) توسط السلطان سعید بن سلطان ترمیم شده‌است و سوری (دیواری) بطول ۲ کیلومتر به قلعه اضافه نموده‌است. أما در سال (۱۹۹۰ م) (۱۴۱۱هـ. ق) قلعه به‌طور کامل توسط سلطان قابوس بن سعید مرمت و تجدید و توسعه یافته‌است، اکنون موزه ملی است.

## نگارخانه

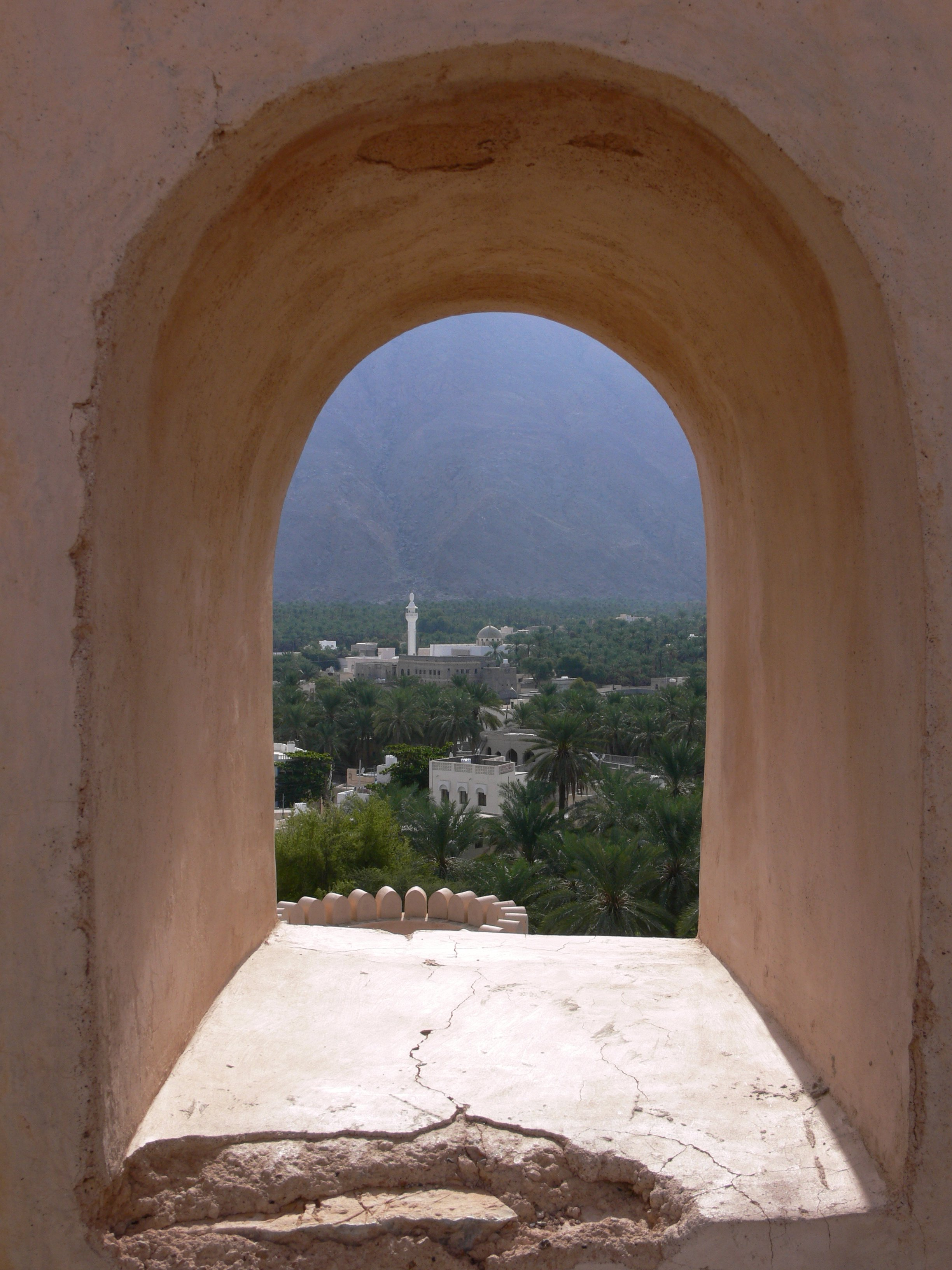
گذرگاه طاقدار